# Замок Морицбург (Цайц)
Замок Морицбург (нем. Schloss Moritzburg) — укреплённый дворец в немецком городе Цайц на юге федеральной земли Саксония-Анхальт. Выстроенный в XVII веке на фундаментах старой епископской резиденции, он считается одним из старейших раннебарочных дворцов на землях, некогда управлявшихся саксонской династией Веттинов. На территории дворцового комплекса находится Цайцский собор.

План сооружения (1762)

Ныне существующий замок восходит к королевскому пфальцу времён Оттонов, в 976 году переданному Оттоном II первому епископу Цайца Хуго I († 29 августа 979). Этот дар должен был, очевидно, укрепить позиции императорской партии в конфликте Оттонов с баварским герцогом Генрихом Строптивым и активно поддерживавшим его графом Дедо I фон Веттином. Однако уже в том же году богемская армия под предводительством Дедо I заняла Цайц и разорила епископскую церковь. Уязвимость местоположения епископской резиденции стала очевидной после многочисленных разрушений в результате восстаний славянских племён в 983, 1002 и 1028 годах, вследствие чего в 1028 году она была перенесена в Наумбург. Тем не менее замок всегда отстраивался заново и продолжал использоваться и в дальнейшем коллегиальным капитулом, а также в качестве побочной резиденции епископа.
В XIII веке Морицбург в очередной раз стал предметом ожесточённых споров с мейсенскими маркграфами, неуклонно расширявшими сферу своего влияния. В 1259 году епископ Дитрих II (нем. Dietrich II. von Meißen, ок. 1190—1272) был вынужден принять покровительство Генриха Светлейшего и сравнять с землёй целый ряд крепостей и замков, в том числе стены Морицбурга. Однако уже в 1271 году они были восстановлены, что в 1278 году формально было признано маркграфом Дитрихом Ландсбергским.
В 1429 году замок был разрушен в ходе Гуситских войн, вследствие чего при епископе Иоганне II фон Шлейнице († 1434) он был окружён сохранившейся до наших дней мощной оборонительной стеной с восемью башнями и широким рвом. В 1470—1492 годах укрепления были дополнительно усилены.
С началом Реформации саксонские курфюрсты вновь попытались подчинить наумбургское епископство своему контролю, что было предотвращено лишь при активном противодействии императора Карла V, сумевшего в 1547 году утвердить епископом своего кандидата Юлиуса фон Пфлуга. Впрочем, после смерти последнего в 1564 году светские владения епископства перешли всё же к Веттинам, и Морицбург стал одной из их побочных резиденций.
В Тридцатилетней войне цайцский замок был значительно повреждён в столкновениях шведской и имперской армий, и в 1657—1667 годах был перестроен в барочном стиле для герцогов Саксен-Цайцских, став тем самым, — наряду с замком Фриденштайн в городе Гота — одной из первых укреплённых барочных резиденций Веттинов. Бывшая епископская церковь при этом была перестроена в домовую церковь для новой герцогской династии, а оборонительная стена была усилена бастионами и шанцами.
В 1718 году, после пресечения герцогской линии Саксен-Цайц, Морицбург вернулся под власть саксонских курфюрстов, и в 1815 году — согласно постановлениям Венского конгресса — отошёл Пруссии.
С 1820 по 1920 годы здесь размещались приют для неимущих и исправительная тюрьма, в 1921—1928 годах — городская тюрьма. В 1928/1929 году Морицбург перешёл в городскую собственность Цайца, и в здании была организована служба занятости и городская кухня. В 1931 году городскому историческому объединению в южном флюгеле были выделены помещения для хранения экспонатов и организации выставок.
Во время Второй мировой войны в замке размещался трудовой лагерь для перемещённых польских и французских рабочих; после войны (до 1947 года) — лагерь для переселенцев из бывших восточных земель. При этом уже в 1946 году возобновил свою работу историко-краеведческий музей.
Замковый ансамбль был комплексно отреставрирован в 1990—2004 годах и в 2004 году стал местом проведения земельной садовой выставки Саксонии-Анхальт.
В настоящее время в замковом музее для посещения доступна постоянно действующая экспозиция, посвящённая истории города Цайц при наумбургских епископах и саксонских герцогах. Кроме того, в состав музея входят Немецкий музей детских колясок, и выставка мебели XVI—XIX веков. В воротной башне с 2004 года размещается библиотека Лютеридов (нем. Lutheriden) — Общества потомков Мартина Лютера.